# Carlo Gemmellaro

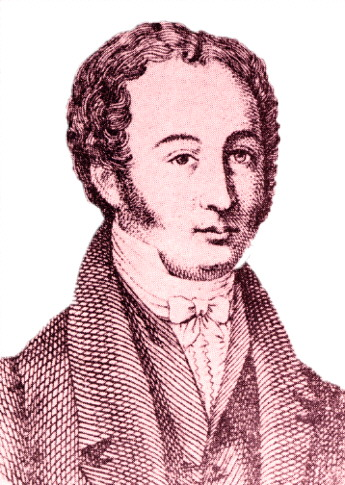
Carlo Gemmellaro, hoogleraar aan de universiteit van Catania, Sicilië

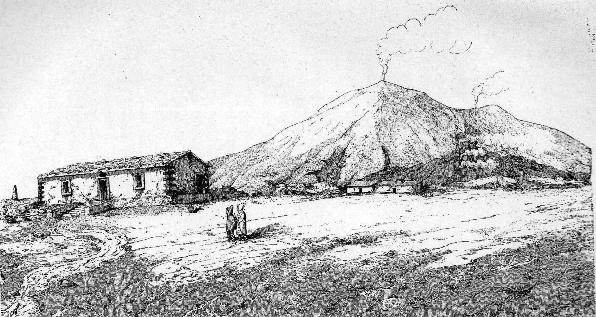
Casa Inglese op de Etna

Carlo Gemmellaro (Nicolosi, november 1787 – Catania, 22 oktober 1866) was een medicus op de Britse vloot en nadien geoloog en vulkanoloog in het koninkrijk der Beide Siciliën. Hij was hoogleraar natuurwetenschappen aan de universiteit van Catania (1832-1866), waar hij tevens rector magnificus was in 1847-1848, het revolutiejaar gericht tegen het Bourbonregime in de Beide Siciliën.

## Levensloop
Gemmellaro groeide op in Nicolosi, aan de voet van de vulkaan Etna op Sicilië. Hij behaalde het diploma geneeskunde aan de universiteit van Catania in het jaar 1808. Gemmellaro trok naar Messina, waar hij een medische praktijk startte. Al snel ging hij in dienst bij de Britse vloot. Van 1808 tot 1817 reisde hij als medicus op oorlogsschepen; het lukte hem niettemin om wetenschappelijke observaties te doen van plantkunde, dierkunde en meteorologie. Zijn zeereizen onderbrak hij van 1810 tot 1813. Toen verbleef hij continu in Engeland, eerst voor twee jaar medische en chirurgische bijscholing, gevolgd door bijscholing in de geologie en biologie. In de Britse vloot werd hij vrijmetselaar. Vrijmetselaars brachten hem in contact met Britse medici en andere vorsers.
In 1817 zei hij vaarwel aan het leven op de Britse vloot. Hij herstartte zijn medische praktijk in Messina. Zijn medisch werk combineerde hij met vrijetijdsbestedingen in de numismatiek, geologie, poëzie in het Siciliaans dialect en geschiedenis van Sicilië. Zijn bibliotheek in Messina groeide aan, en dat gold ook voor zijn collectie munten, mineralen en prenten. Toen Giuseppe Gioni d’Angio (1743-1822), een natuurvorser uit Catania stierf, stemde koning Ferdinand I ermee in dat uit zijn nalatenschap een wetenschappelijke academie ontstond. Het was de Academia Gioenia, genoemd naar Gioni. Gemmellaro behoorde bij de stichtende leden van de academie; hij publiceerde de meeste van zijn manuscripten hier.
Tien jaar later in 1832 werd Gemmellaro bij koninklijk besluit benoemd tot hoogleraar natuurwetenschappen aan de universiteit van Catania. In wisselende mate verzorgde hij de leeropdrachten geologie, mineralogie en natuurgeschiedenis. Dit liet hem toe internationale contacten te leggen met andere wetenschappers, onder meer met vulkanologen in heel Europa. Hij hielp mee de botanische tuin van Catania uit te bouwen. Gemmellaro durfde nieuwe wetenschappelijke hypothesen lanceren die niet door zijn buitenlandse collega’s gevolgd werden. Zo beweerde Gemmellaro bijvoorbeeld dat de zwavel in de Etna organisch ontstaan was door ontbinding van weekdieren, of, dat paleontologisch onderzoek de enige methode was om aardlagen te dateren. Een andere theorie was dat zuurstof aan de basis lag van de vulkanische mineralen. In de periode 1830-1860 barstte de Etna meermaals en langdurig uit. Gemmellaro verzamelde telkens nieuw materiaal. Zijn observatiehuisje op de Etna droeg de naam Casa Inglese of Huis van de Engelsman. Niet al zijn theorieën werkte hij uit met nieuw onderzoeksmateriaal; hij was eerder een wetenschappelijke eclecticus. Hij bleef steeds een creationist en verzette zich tegen het darwinisme dat nieuwe species ontstaan door selectiedruk. Voor Gemmellaro waren alle species bij de schepping door God definitief gemaakt. Ook dit werd niet gevolgd door buitenlandse collega’s.
Gemmellaro’s houding ten opzichte van het Bourbonregime was jarenlang lovend. Dit veranderde in de aanloop naar het revolutiejaar 1848. Zijn houding werd dubbelzinnig. Hij beëindigde zijn rectoraat in 1848 om onduidelijke redenen. Zijn zoon Ferdinando vocht later mee met Garibaldi voor de eenmaking van Italië. Gemmellaro stierf in 1866 ten gevolge van keelkanker.